# Bossányi András (bölcsész)
Bossányi András (? – Nagyvárad, 1831. november 9.) bölcsész, akadémiai tanár.
Először Körmöcbányán tevékenykedett bányatisztként, majd 1807-től haláláig a nagyváradi akadémián a görög nyelv rendkívüli tanára volt.

## Művei
- Einguae graecae grammatica. Magno-Varadini. 1823.
- Entgegengesetzte Theorie den bis 1830. bestheneden Theorien der Electricität und Himmelskunde in neunundzwanzig Aphorismen vorgetragen. Ofen, 1831.